# Andreaea rigida
Andreaea rigida är en bladmossart som beskrevs av Wilson in Mitten 1859. Andreaea rigida ingår i släktet sotmossor, och familjen Andreaeaceae. Inga underarter finns listade i Catalogue of Life.